# 特佩-福罗尔
特佩-福罗尔，是阿富汗北部巴格兰省的一个遗址，发现了20余件青铜时代的金银器皿。根据对比画风，这批遗存可以追溯到公元前2600年到1700年之间。当地农民1965年偶然发现，是阿富汗北部最早发现的阿姆河文明遗存。这些金银器皿上都有动物图像，比如野猪、雄鹿、蛇等，还有甚至还有遥远的美索不达米亚风格的有胡子的公牛，说明早在那个年代，阿富汗就已经成为广泛的贸易和文化交流网络的一部分。这些金银器皿的其中三件2011年曾在大英博物馆展出。